# Główna Rada Polityczna
Główna Rada Polityczna przy Służbie Zwycięstwu Polski (GRP), Rada Główna Obrony Narodowej – porozumienie polskich partii politycznych, pozostających przed II wojną światową w opozycji do obozu sanacji, będące reprezentacją polityczną kraju przy konspiracyjnej organizacji zbrojnej Służba Zwycięstwu Polski.

## Historia
Została powołana w Warszawie z inicjatywy dowódcy głównego SZP gen. Michała Tokarzewskiego-Karaszewicza. Pierwsze posiedzenie odbyła 10 października 1939 w Warszawie. W lutym 1940 roku przekształcono ją w Polityczny Komitet Porozumiewawczy.
Dowódca główny SZP poruczył GRP kierownictwo spraw politycznych, zastrzegając sobie prawo przewodniczenia w radzie, a także inicjatywy i wstrzymywania uchwał. Rada weszła w skład sztabu SZP. Szef sztabu został pierwszym zastępcą dowódcy głównego. Przewodniczący rady, pełniący zarazem funkcję komisarza cywilnego, został drugim zastępcą i szefem Oddziału Drugiego (pion cywilny).
Na czele GRP stanął Mieczysław Niedziałkowski, który jako komisarz cywilny przy dowódcy SZP miał kierować Oddziałem Drugim (pion cywilny), który zajmował się badaniem sytuacji pod okupacją niemiecką i radziecką, za granicą, a także propagandą, kontrolą finansową i prowadzeniem sekretariatu RGON.
Komendant SZP planował rozszerzenie GRP o każde ugrupowanie polityczne, łącznie z postsanacyjnymi, o ile przyjmą one za podstawę to co rada w składzie PPS, SL, SN  i SD ustali ideologicznie jako swoją podstawę wyjściową i cel dążenia.

## Skład
- Mieczysław Niedziałkowski (Polska Partia Socjalistyczna), komisarz cywilny przy Dowództwie Głównym SZP
- Maciej Rataj (Stronnictwo Ludowe), zastępca komisarza cywilnego przy Dowództwie Głównym SZP
- Leon Nowodworski (Stronnictwo Narodowe) komisarz cywilny przy Dowództwie Głównym SZP (po Mieczysławie Niedziałkowskim)
- Stefan Korboński (Stronnictwo Ludowe, po aresztowaniu Macieja Rataja)
- Kazimierz Pużak (Polska Partia Socjalistyczna, po aresztowaniu Mieczysława Niedziałkowskiego)
- Witold Staniszkis (Stronnictwo Narodowe, przejściowo zastępował Leona Nowodworskiego)
- Aleksander Dębski (Stronnictwo Narodowe, od stycznia 1940 roku)
- Mieczysław Michałowicz (Stronnictwo Demokratyczne)